# Canyon de Zion
 Le Canyon de Zion (également appelé Little Zion, Mukuntuweap, Mu-Loon'-Tu-Weap et Straight Cañon ; weap est le mot Paiute pour canyon) est une gorge profonde et étroite du sud-ouest de l'Utah, aux États-Unis, creusée par la fourche nord de la Virgin River. Presque tout le canyon est situé dans la moitié ouest du Parc national de Zion. 

## Description

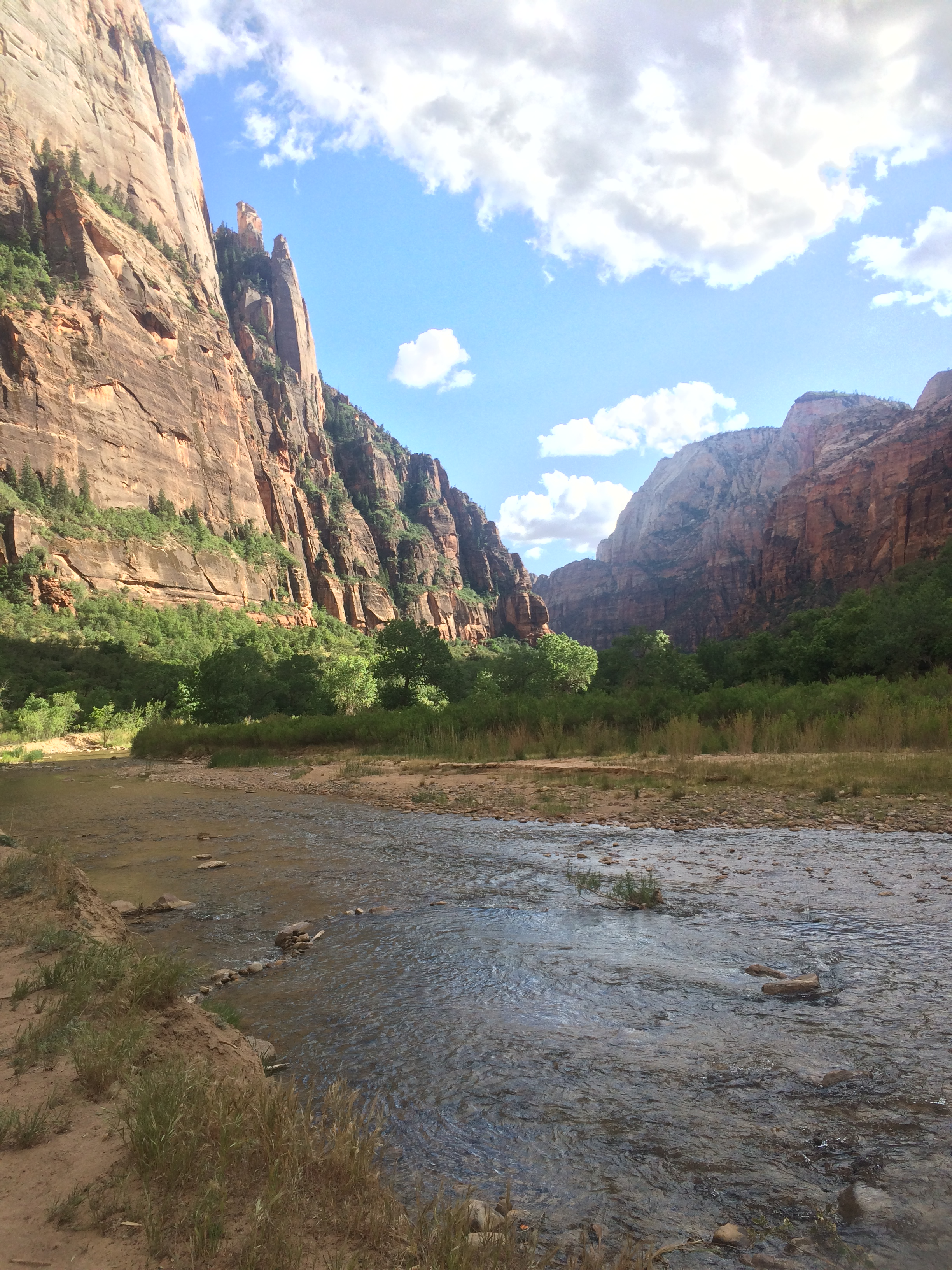
Une vue latérale du canyon

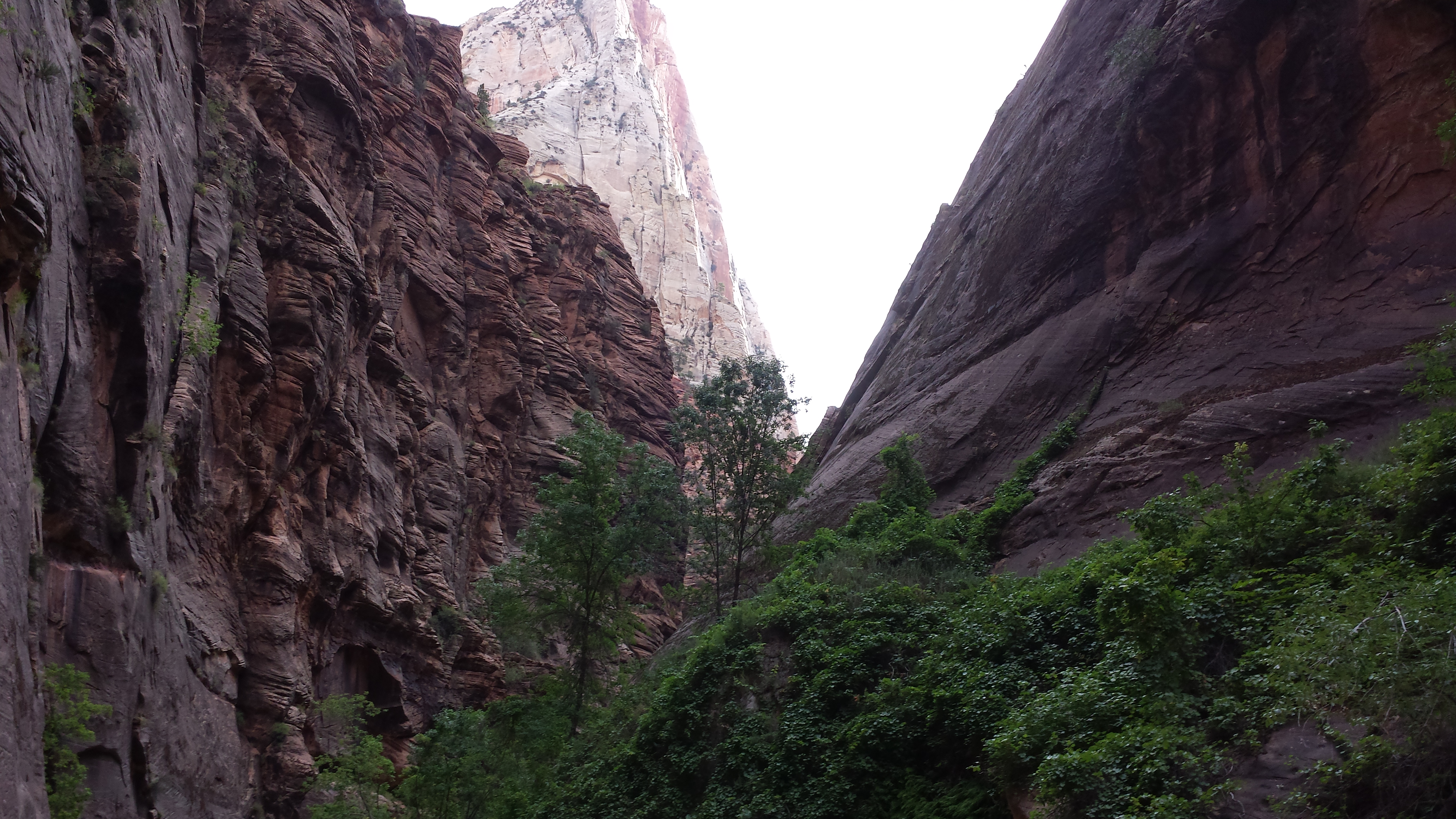
The Zion Narrows

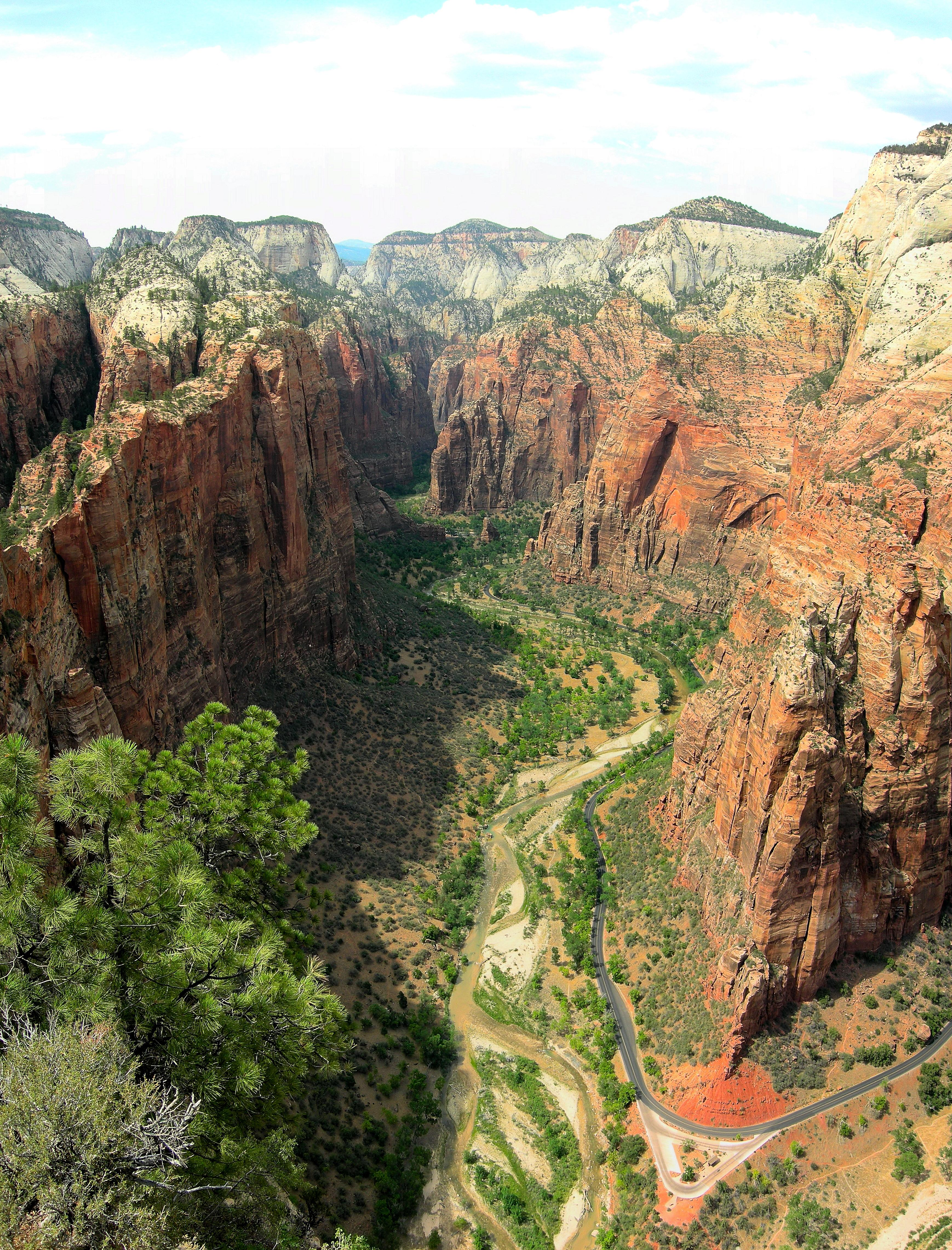
Grande vue sur le canyon

Le début du canyon est généralement délimité comme le Sinawava Temple, un amphithéâtre naturel à parois verticales de près de 910 mètres de profondeur. Le canyon commence cependant beaucoup plus en amont et s'étend vers le sud sur environ 26 kilomètres à travers les Narrows pour atteindre le Temple. La gorge passe ensuite au sud-ouest à travers le parc national, approchant les 610 mètres de profondeur par endroits. Alors que le bord du canyon est dominé par le désert, le fond du canyon supporte une forêt et une zone riveraine arrosée par la rivière North Fork Virgin. La gorge fusionne ensuite avec Pine Creek Canyon alors qu'elle sort du parc national et passe devant la communauté de Springdale. La fin du canyon est l'endroit où il rencontre la rivière Virgin, à environ 160 km au nord-est du lac Mead, dans lequel la rivière se jette finalement
,
. 

## Géologie et histoire

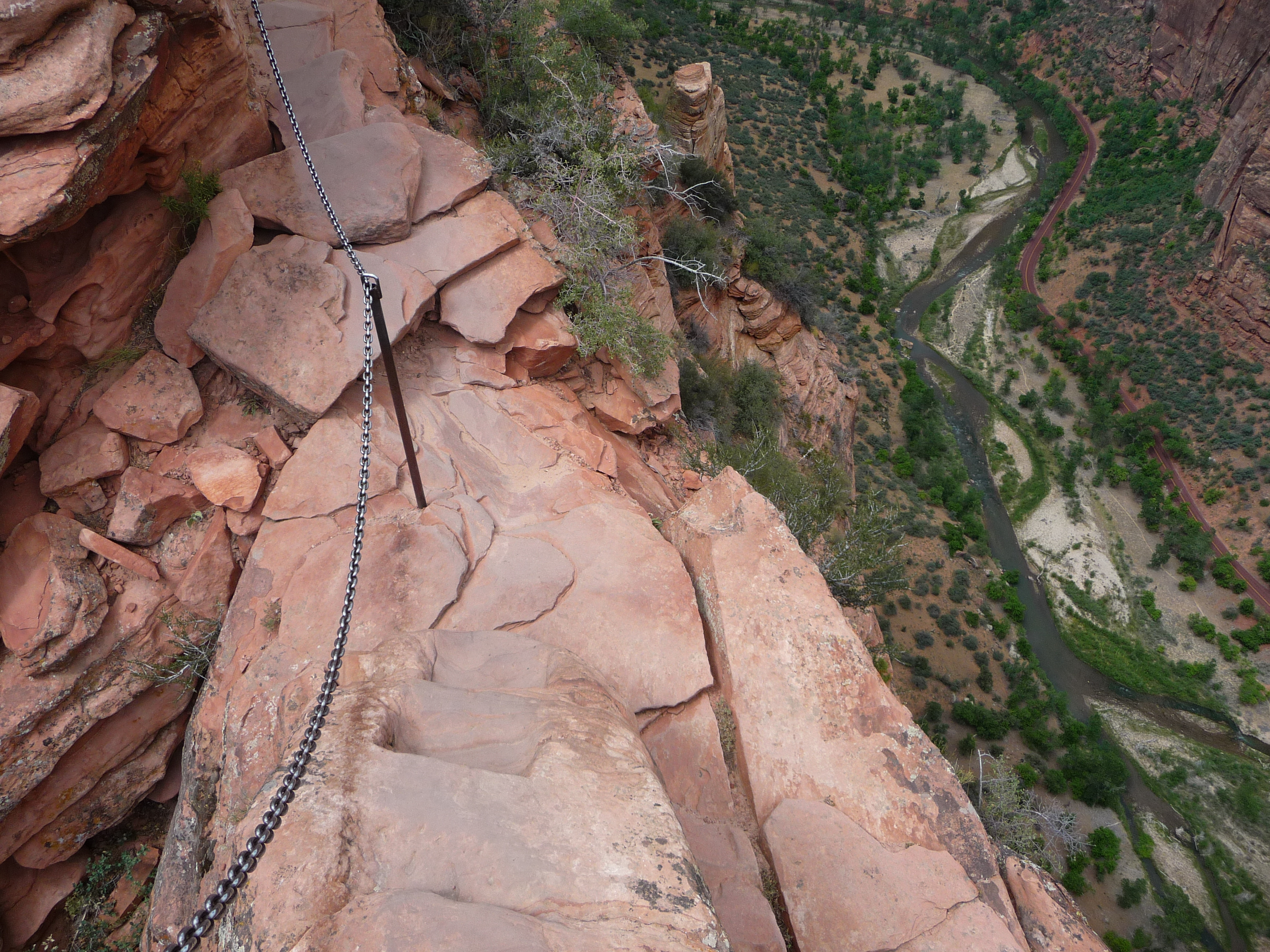
Zion Canyon vu d'un point étroit sur le sentier Angel's Landing, montrant l'immense relief vertical

Géologiquement, Zion Canyon fait partie du plateau de Colorado de grès Navajo, qui contenait de nombreux joints et fissures lors de son premier soulèvement, dont l'un a été coupé par la fourche nord de la rivière Virgin pour devenir le canyon de Zion. La rivière a été la plus grande force dans la coupe du canyon, principalement par des crues soudaines, car le débit moyen de la rivière est très léger. Cette baisse relativement rapide a laissé de nombreux affluents saisonniers avec des vallées suspendues.  
L'érosion continue de sculpter les parois du canyon, créant des arches naturelles et d'autres formations rocheuses. On pense qu'il y a encore 300 mètres de roches verticales que la rivière Virgin peut encore éroder. La formation de grès Navajo est facilement érodée et est connue pour être très poreuse. La géologie instable est répandue dans tout le canyon, et des éboulements de roches occasionnels ont formé des lacs de retenue dans le canyon, dont le plus récent a été formé il y a environ 4000 ans. En raison de l'extrême profondeur du canyon, il existe de nombreuses sources alimentées par les eaux souterraines environnantes, permettant à l'eau du canyon de couler toute l'année,. 
Les Mormons ont migré de la partie inférieure de la rivière Virgin à la fin des années 1850. Le canyon a été nommé par le colon Isaac Behunin, qui a nommé le canyon d'après un "lieu de paix" mentionné dans la Bible. L'explorateur John Wesley Powell est crédité du nom Mukuntuweap, soi-disant le nom natif du canyon. En 1909, le canyon a été déclaré monument national pour la première fois, et en 1919 a été déclaré parc national. La route Zion-Mount Carmel, traversant le canyon de Pine Creek et le canyon inférieur de Zion, a ouvert ses portes en 1930 

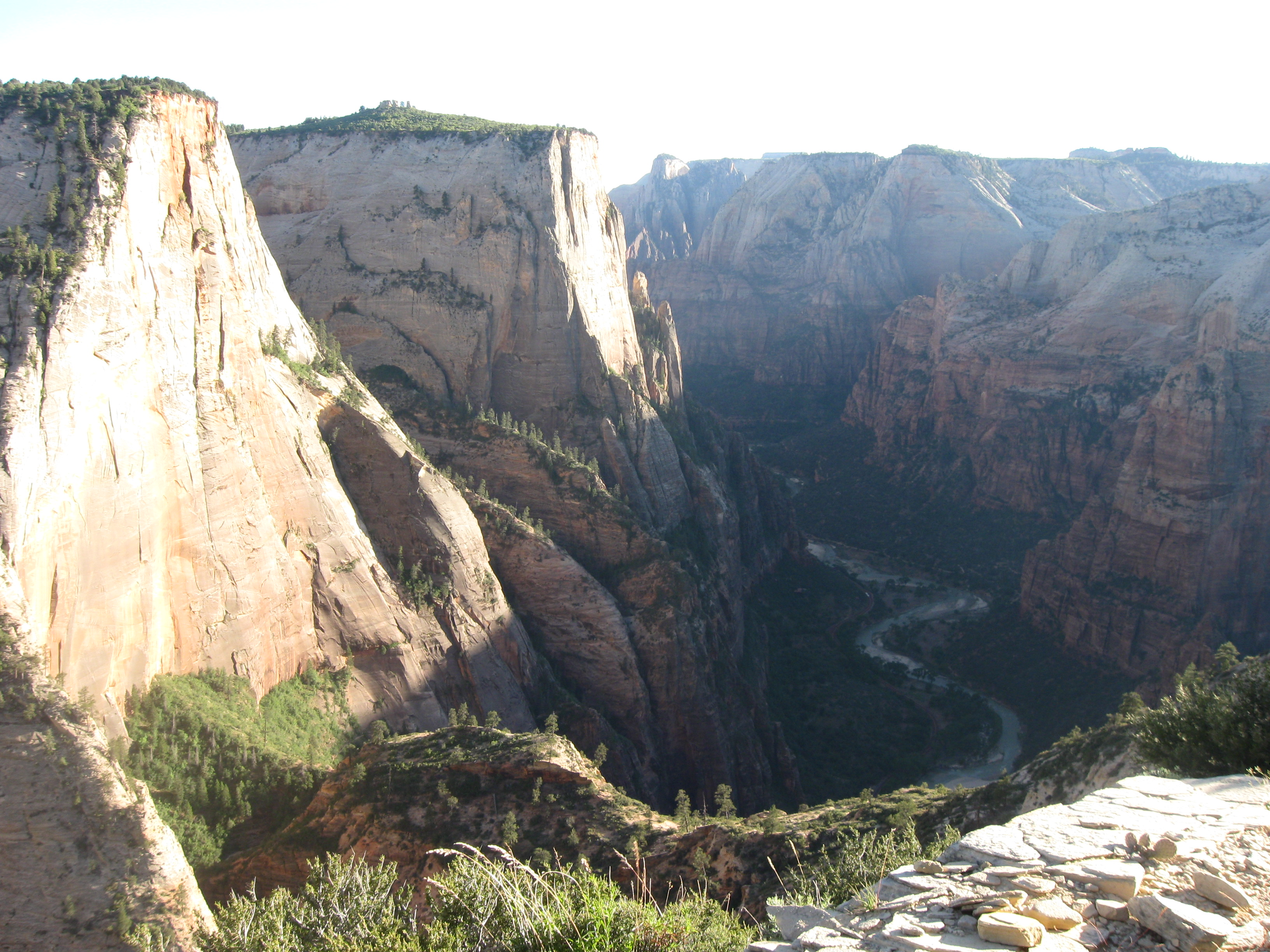
Zion Canyon du sentier au point d'observation

## Voir également
- Cable Mountain Draw Works
- Géologie de la région des canyons de Zion et Kolob